# 威廉·道格拉斯

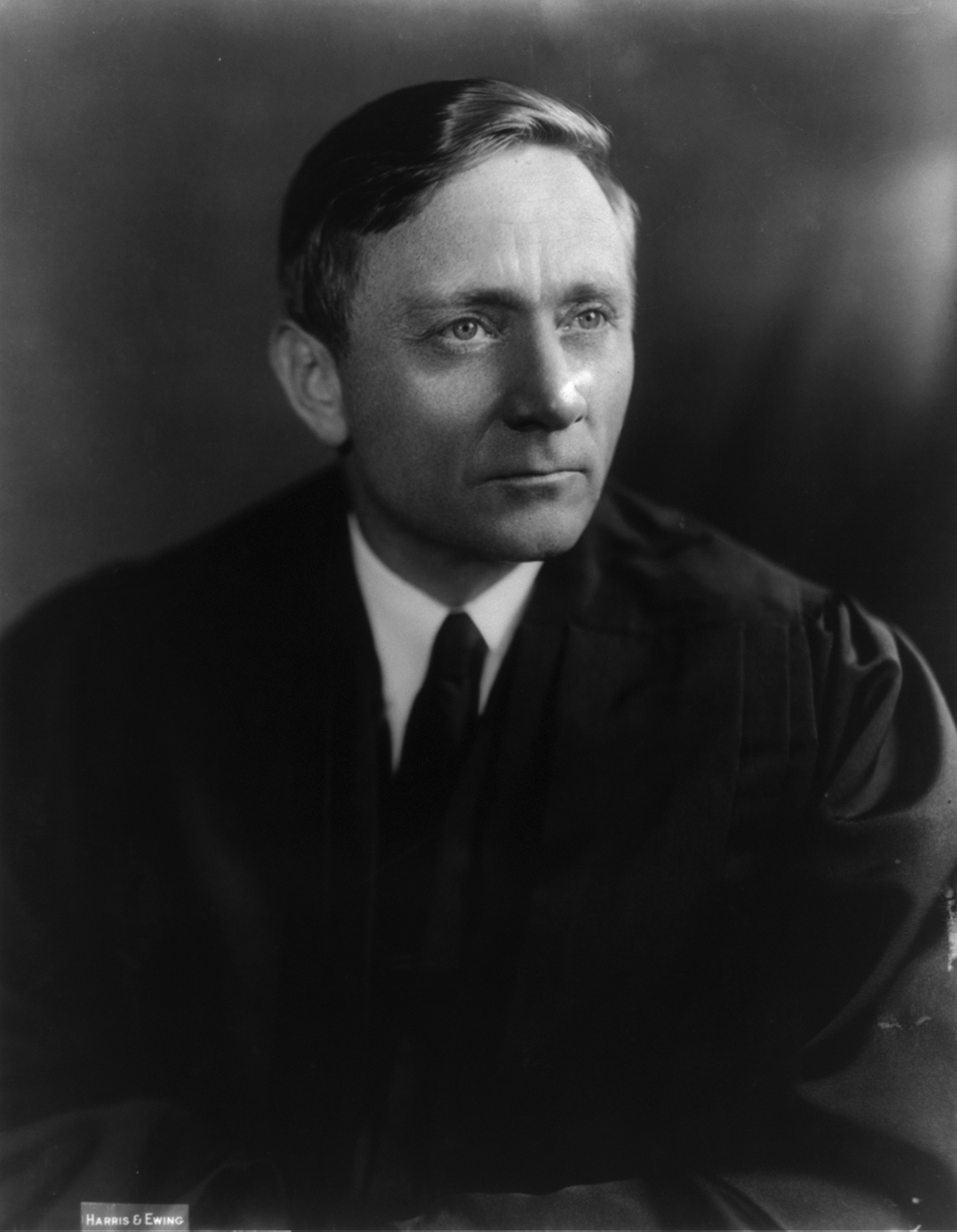
威廉·道格拉斯

威廉·奧維爾·道格拉斯（英語：William Orville Douglas，1898年10月16日—1980年1月19日），曾擔任美國最高法院大法官一職長達36年又209天（1939年4月17日—1975年11月12日）。截止2019年，他是歷史上任職時間最長的最高法院大法官，《時代週刊》在1975年稱道格拉斯是最高法院中最堅定和最教條主義支持公民權利的自由派大法官。

## 早年生活
道格拉斯1898年出生于美国明尼苏达州的奥特泰尔县，本科毕业于Whitman College，后获得哥伦比亚大学法学院的法学士学位（LLB）。

## 美国最高法院
1939年，美国时任总统富兰克林·罗斯福提名道格拉斯成为美国最高法院大法官。曾与小威廉·布倫南、休戈·布萊克等一起作为沃伦法院（首席大法官厄尔·沃伦）的自由派力量。
1970年，美国眾議院少數黨領袖福特曾對道格拉斯提出彈劾案，福特稱道格拉斯在新出版的著作中，支持嬉皮士革命，背離了傳統的政治思考與行為。另外福特還批評道格拉斯曾撰稿至《Avant Garde》雜誌且收取稿費，由於《Avant Garde》雜誌發行人曾因為發行色情雜誌入監服刑，使得道格拉斯撰稿收費一事在道德上站不住腳。但被眾議院壓倒性否決。
1975年，道格拉斯因中風而不良於行，曾被多名好友勸說辭去大法官一職，然而道格拉斯堅持不肯辭職，本欲等到民主黨上台來任命他的繼任者。但支撐了幾個月後，向老對手福特總統提出請辭，他的大法官位置由約翰·保羅·史蒂文斯繼任。

## 个人生活
道格拉斯一生有四段婚姻，共有2个子女。
道格拉斯愛好旅遊，去過亞洲、中東許多國家。1950年至1961年，他出版遊記8冊之多：
- Strange Lands and Friendly People (1950)
- Beyond the High Himalayas (1952)
- North From Malaya (1953)
- Russian Journey (1956)
- Exploring the Himalaya (1958)
- West of the Indus (1958)
- My Wilderness, The Pacific West (1960)
- My Wilderness, East to Katahdin (1961)

道格拉斯在回憶錄中承認他因在大法官任內花太多時間出國旅遊和撰寫遊記而受到批評，但辯稱這有助於法官開拓視野。